# اینگریو
اینگریو (به انگلیسی: Ingrave) یک روستا در بریتانیا است که در Herongate and Ingrave واقع شده‌است.